# Estotzes
Estotzes (en grec: Στότζας) va ser un soldat de l'exèrcit romà d'Orient i líder d'una rebel·lió militar a Àfrica.

## Biografia
Estotzes era grec, i va servir com a guardaespatlles del general Martí a l'exèrcit de Belisari, que entre el 533 i 534 va conquerir el regne vàndal del nord d'Àfrica. L'any 536 va esclatar un motí a les tropes romanes d'Àfrica, i els rebels van triar a Estotzes com el seu líder amb l'objectiu d'expulsar als lleials i fundar a la regió un estat independent governat per ells mateixos. Estotzes va marxar llavors contra la capital, Cartago amb un exèrcit de 8000 homes al qual es van unir 1000 supervivents vàndals i alguns esclaus fugitius. Assetjada la ciutat, i estant a punt de rendir-se Belisari va arribar sobtadament de Sicília. El cabdill rebel va aixecar el setge i es va replegar a Membresa, on va ser derrotat per Belisari a la batalla del riu Bàgrades. Els revoltats van fugir a Numídia, on Estotzes va convèncer a la major part de les guarnicions romanes perquè s'unissin a ell, després d'haver assassinat als seus oficials; segons Procopi de Cesarea, dos terços de les tropes romanes a Àfrica se li havien unit.
Belisari va haver de tornar a Itàlia per a prosseguir la guerra contra els ostrogots, però va ser reemplaçat per Germà, el cosí de l'emperador Justinià I, a finals del 536. La política de Germà de guanyar-se als soldats descontents prometent-los perdó i el pagament de les quotes endarrerides va donar els seus fruits i gran part dels rebels va tornar a l'obediència. Va ser llavors quan Estotzes va marxar contra ell a la primavera del 537. Els dos exèrcits es van trobar a les Escales Velles, on Estotzes, abandonat per molts dels seus aliats, va ser derrotat.
Estotzes va poder fugir amb un grapat de seguidors a la Mauretània, on van ser benvinguts i va donar la seva filla a un príncep local en matrimoni, sent ell elevat presumptament a rei l'any 541. L'any 544, ell i el rei amazic Antales van atacar l'Àfrica romana. El general Joan va contraatacar a la tardor de 545, malgrat ser altament superat en número. A la batalla de Tàcia, Joan va ser capaç d'infligir una ferida mortal a Estotzes, abans de ser ell també ferit mortalment.
El va succeir Joan com a líder de l'exèrcit rebel.